# マルク・クカロン
マルク・クカロン（Marc Cucalon, 2004年11月6日 - ）は、 スペイン出身の元サッカー選手。現役時代のポジションはミッドフィールダー。

## 来歴
レアル・マドリードのユース年代でキャプテンを務め、数々のタイトル獲得に貢献。中盤を主戦場とし、レアル・マドリードで活躍したシャビ・アロンソ氏とも比較される将来有望な選手だっだが、2022年9月の試合で相手のタックルを受け、右膝の前十字靭帯を断裂し、手術を受けた後は膝の軟骨に細菌が侵入したことによる感染症に苦しみ、サッカー選手としてのキャリアを断念せざるを得なくなった。